# Сельцо (станция)
Сельцо́ — железнодорожная станция на электрифицированной части линии Брянск — Рославль Московской железной дороги. Расположена на территории одноимённого города в Брянской области.

## История
Нынешняя станция Сельцо была построена одновременно со строительством Орловско-Витебской железной дороги (1868), однако до конца XIX века она носила название Городе́ц (по одноимённой деревне, расположенной на другом берегу Десны). Современное название связано с деревней Сельцо (Суздальцево), также расположенной на другом берегу Десны, и утвердилось в 1900-х годах.

## Станция сегодня
До 2005 года имела 5 путей, один тупиковый, затем крайний путь был демонтирован, а соседний — заведен в тупик. По состоянию на 2009 год — три электрифицированных транзитных пути. Вокзал не примечателен, поезда объявляются по громкой связи. Основное назначение — пригородное сообщение. Скрещение электропоездов Брянск — Жуковка.